# Rumex ucranicus
Rumex ucranicus là một loài thực vật có hoa trong họ Rau răm. Loài này được Fisch. miêu tả khoa học đầu tiên năm 1812.